# Choque elétrico

Sinalização alertando para o risco de choque elétrico de alta tensão.

O choque elétrico (AO 1945: choque eléctrico) é a passagem de uma corrente elétrica através do corpo, utilizando-o como um condutor. Esta passagem de corrente pode causar um susto, podendo também causar queimaduras, parada cardíaca ou até mesmo a morte.

## Primeiros socorros
Intensidade do choque elétrico
Entende-se por intensidade do choque elétrico o "estrago" que o choque pode causar com o nível de tensão, porém o correto é que depende da intensidade da corrente elétrica que atravessa o corpo da pessoa durante o choque e do caminho da corrente elétrica pelo corpo. Certamente que quanto maior for a tensão, maior é a probabilidade de ocorrer um dano físico à pessoa, tendo em vista que pela lei de Ohm o aumento da corrente é diretamente proporcional ao da tensão e inversamente proporcional ao da resistência elétrica, ou seja, para a mesma resistência do corpo humano, que é relativamente constante (entre 1300 e 3000 ohms para a tensão de 127 V), se aumentarmos a tensão, consequentemente a corrente aumentará.
Sinalização ocorrente em locais onde há perigo de choque elétrico. De acordo com a Norma Regulamentadora número 10 (NR 10 - Segurança em serviços com eletricidade) do Ministério do Trabalho do Brasil, tensões menores que 50 V em corrente alternada e 120 V em corrente contínua são inofensivas. Estas são chamadas de extra baixas tensões (EBT). Tensões maiores que 50 V e menores que 1000 V em corrente alternada e entre 120 V e 1500 V em corrente contínua são chamadas de baixa tensão (BT), enquanto tensões de valores iguais ou maiores a 1000 V em corrente alternada e 1500 V em corrente contínua são chamadas de alta tensão (AT).
Assim, pessoas que sofrem um choque elétrico em AT têm uma probabilidade maior de morrer ou ficar com sequelas graves do que uma pessoa que sofreu um choque em BT.
Interrompa imediatamente o contato da vítima com a corrente elétrica:
- desligue o interruptor ou chave elétrica;
- afaste o fio ou condutor elétrico com um material não condutor bem seco, pedaço de pau, cabo de vassoura, pano grosso;
- puxe a vítima pelo pé ou pela mão, se não estiver com trauma de coluna ou TCE, sem lhe a tocar a pele, usando material não condutor.

observação.: pise no chão seco, se não estiver com botas de borracha.
Aplique os procedimentos de Suporte Básico de Vida.
- Inicie a respiração de socorro, no caso de parada respiratória ou cardíaca.
- Após certificar-se da normalização da respiração e dos batimentos cardíacos mantenha-se alerta, para reiniciar o socorro, se a vítima continuar inconsciente.
- Imobilize os locais da fratura se houver.
- Proteja as áreas de queimadura.
- Controle o estado de choque.
- Transporte a vítima para o hospital, o quanto antes, mantendo a respiração e massagem cardíaca se necessário.

Ao atender uma vítima de choque elétrico é necessário cuidar para não ficar na mesma situação: deve-se desligar a energia elétrica antes, ou usar alguma forma de isolamento elétrico, como algo feito de borracha, por exemplo.
Estando a vítima fora de uma área eletrificada, observa-se se existe algum objeto obstruindo a passagem do ar pela boca ou nariz (próteses dentárias, alimentos, etc.) que devem imediatamente ser retirados.
Verifique se a vítima está respirando e procure ajuda médica o mais rápido possível.
As queimaduras elétricas geralmente são mais graves do que aparentam, mesmo aquelas em que o paciente procura ajuda especializada pessoalmente.
O corpo, no choque elétrico, serve como condutor da energia e ao mesmo tempo de resistência elétrica, causando os danos ao organismo.
Diferentes graus de lesões externas visíveis podem cursar com rabdomiólise, uma necrose muscular profunda causada pela passagem da corrente elétrica.
A rabdomiólise libera das células musculares uma proteína chamada mioglobina, que entra na circulação sanguínea.
A mioglobina deposita-se nos glomérulos renais (porção do rim responsável pela filtração do sangue e produção da urina), obstruindo a passagem do sangue e causando insuficiência renal aguda.
Se a urina for de cor escura deve-se pensar em mioglobinúria (saída da proteína mioglobina pela urina), que denota a gravidade da lesão interna.
O médico deverá instalar uma linha venosa para hidratação em um membro (perna, braço) não atingido (não é recomendável utilizar o membro atingido até que se tenha uma avaliação completa da lesão).
É recomendável a passagem de uma sonda vesical para monitorar a urina, ao mesmo tempo que ela é estimulada pela hidratação venosa agressiva com soro fisiológico visando proteger o rim, mantendo uma diurese de pelo menos 100 ml por hora.